# Mimiviridae

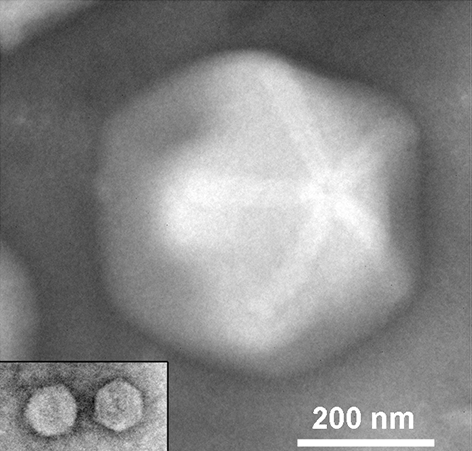
Virion von Megavirus sp., daneben zwei kleine Virionen des Virphagen Zamilon

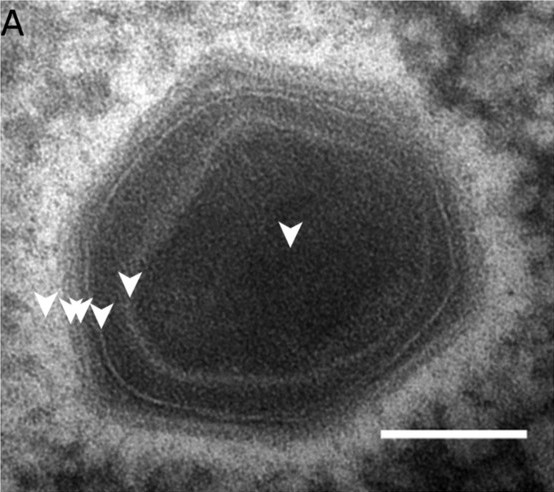
Bodo-saltans-Virus (Theiavirus salishense) mit mehrlagiger Kapsidwand.

Mimiviridae ist eine Familie von Riesenviren der Ordnung Imitervirales (Klasse Megaviricetes im Phylum Nucleocytoviricota).
Wie bei allen Riesenviren der Nucleocytoviricota ist das Genom der Mimiviridae unsegmentiert (monopartit) und besteht aus einem linearen Doppelstrang-DNA-Molekül mit großer Länge (wie für Riesenviren üblich).
Bis zur Reorganisation der Imitervirales Anfang April 2023 durch das International Committee on Taxonomy of Viruses (ICTV) gehörten zur Familie Mimiviridae offiziell nur die beiden Gattungen Mimivirus und Rheavirus (letztere noch mit der alten Bezeichnung Cafeteriavirus) mit jeweils einer Spezies (Art), Acanthamoeba-polyphaga Mimivirus (ApMV) bzw. Cafeteria-roenbergensis Virus (CroV) an.
Mit der Reorganisation im April 2023 hat das ICTV eine Reihe als „Extended Mimiviridae“ bezeichneten Kandidaten aus der Verwandtschaft dieser beiden Spezies in neu geschaffene Familien der Imitervirales gestellt, so dass die Familie Mimiviridae die kleinste Klade (Verwandtschaftsgruppe) von Viren darstellt, zu der die beiden ursprünglichen Spezies ApMV und CroV gehören.
Dabei wurde gleichzeitig die Familie Mimiviridae in Unterfamilien aufgeteilt, wobei etliche für die Gattung Mimivirus vorgeschlagene Kandidaten in neuen, eigenen Gattungen ihre Heimat fanden.

## Systematik
Mit der Reorganisation der Ordnung Imitervirales durch das IVTC Anfang April 2023 wurden in der Familie Mimiviridae drei Unterfamilien eingerichtet, sowie weitere Gattungen wie Cotonvirus, Megavirus, Moumouvirus, Tupanvirus.
Diese neuen Gattungen ersetzen auch die frühere provisorische Aufteilung der Gattung Mimivirus in Subkladen.
Weitere frühere Zuordnungen von Kandidaten zur Gattung Mimivirus (wie z. B. „Mimivirus LCMiAC01“ und „02“ oder „gvSAG AB-566-O17“) sind in diesem Licht nicht mehr gültig, denn diese Vorschläge könnten jetzt in eine der neuen Gattungen zu klassifizieren sein.
Die hier wiedergegebene Systematik basiert auf der Master Species List (MSL) #38 des International Committee on Taxonomy of Viruses (ICTV) vom 8. April 2023 und dem vorausgegangenen Vorschlag zur Reorganisation der Ordnung Imitervirales durch Aylward et al. (2021), ergänzt um Vorschläge in doppelten Anführungszeichen nach der NCBI Taxonomie vom 1. Mai 2023:
- Familie Mimiviridae (Mimiviriden)

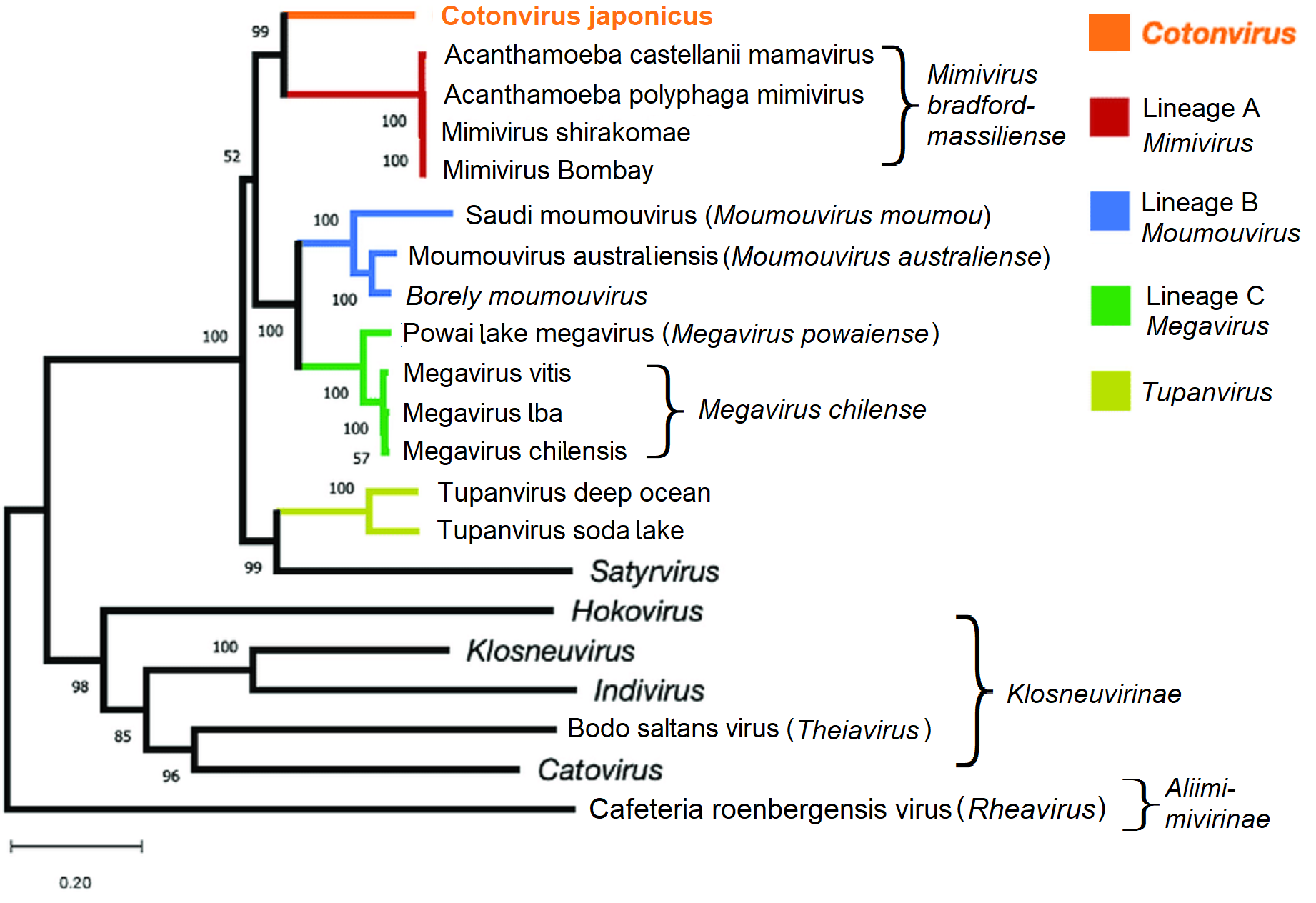
Molekulare phylogenetische Analyse der Familie Mimiviridae, Gruppe I, auf der Grundlage der Hauptgene der Nucleocytoviricota

  - Klade – ursprünglich als Unterfamilie „Aquavirinae“ („Aquaviren“) vorgeschlagen[6][7] (nicht realisiert)

    - Unterfamilie Aliimimivirinae (Mimiviridae Gruppe II, Cafeteriaviren)[11]
      - Gattung Rheavirus (früher Cafeteriavirus)
        - Spezies Rheavirus sinusmexicani (Cafeteria-roenbergensis-Virus, CroV)
mit Cafeteria roenbergensis virus BV-PW1

      - Klade (Gattung?) „Namaovirus“[12] („Sturgeon Nucleocytoplasmic Large DNA Virus“, sNCLDV)[13][14][15][16]
        - Spezies „Namao-Virus“ (en. „Namao virus“, NV)

      - ohne Gattungszuweisung
        - Spezies „Faunusvirus sp.“ (zu unterscheiden von der offiziell bestätigten Gattung Faunusvirus in der Familie Chaseviridae, Klasse Caudoviricetes)[17][18][5][19]
        - Spezies „cPacV 1605“[20][21]
        - Spezies „mPacV 611“[20][22]

    - Unterfamilie Klosneuvirinae (Klosneuviren, engl. Klosneuviruses)[23]
      - Gattung Fadolivirus
      - Gattung Theiavirus, mit Bodo-saltans-Virus (BsV)
      - Gattung Yasminevirus
      - Gattung „Catovirus“ (CatV), mit Naegleriavirus (NiV)
      - Gattung „Hokovirus“ (HokV)
      - Gattung „Indivirus“ (IndV)
      - Gattung „Klosneuvirus“ (KlosnV)

  - Unterfamilie Megamimivirinae[18] (Mimiviridae Gruppe I, Mimiviren s. l., früher auch „Mimivirinae“ genannt[5])
    - Gattung Cotonvirus[24]
    - Gattung Mimivirus[25] (Mimiviridae: Gruppe I Linie A, MA[26])
    - Gattung Megavirus (Mimiviridae: Gruppe I Linie C, MC,[26] Courdo11-Linie oder Megavirus-Linie[27])
    - Gattung Moumouvirus (Mimiviridae: Gruppe I Linie B, MB,[26] Moumouvirus-Linie)
    - Gattung Tupanvirus (Mimiviridae Gruppe I, Tupanvirus-Linie)
      - Spezies Tupanvirus altamarinense mit
Tupanvirus deep ocean
      - Spezies Tupanvirus salinum mit
Tupanvirus soda lake

    - Gattung „Platanovirus“ (Mimiviridae Gruppe I, Tupanvirus-Linie)[28][29][30]
    - Gattung „Satyrvirus“ (Mimiviridae Gruppe I, Tupanvirus-Linie)[18][5][19][31]
    - ohne Gattungszuweisung:
      - Spezies „GVMAG-S-1014582-52“[32][12]

  - ohne nähere Zuweisung (basal im Mimiviridae)
    - Spezies „gvSAG AB-566-O17“[33][34]
    - Spezies „Afrovirus Urmite69“[35]
    - Spezies „Chlorella virus XW01“[35]
    - Spezies „Mamavirus AC-2012“[35]
    - Spezies „Retro-megavirus EAL-2018a“[35]

Anm.:
- Bei den Spezies (bzw. Stämmen) der drei Gattungen Mimivirus, Moumouvirus und Megavirus kann zur Unterscheidung dem abgekürzten Gattungsnamen der tiefergestellte Buchstabe der jeweiligen Linie (A, B bzw. C) beigefügt werden: MA. für Mimivirus, MB für Moumouvirus und MC für Megavirus.[26]
- T – bei Namensgleichheit mit der Spezies deutet ein hochgestelltes ‚T‘ einen Typus- oder Referenzstamm an.

Die Phylogenie der Mimiviridae ist nach Aylward et al. (2021) vereinfacht wie folgt:
|  | Aliimimivirinae (Mimiviridae Gruppe II, Cafeteriaviren: CroV, „Faunusvirus sp.“, „Namao-Virus“/sNCLDV) |
|  | |
|  | Klosneuvirinae (Klosneuviren: Klosneuvirus, BsV, …)                                                    |
|  | |

|  | Cotonvirus          |
|  |                     |
|  | Mimivirus (Linie A) |
|  |                     |

|  | Megavirus (Linie C)   |
|  |                       |
|  | Moumouvirus (Linie B) |
|  |                       |

|  | Cotonvirus          |
|  |                     |
|  | Mimivirus (Linie A) |
|  |                     |

|  | Megavirus (Linie C)   |
|  |                       |
|  | Moumouvirus (Linie B) |
|  |                       |

|  | Cotonvirus          |
|  |                     |
|  | Mimivirus (Linie A) |
|  |                     |

|  | Megavirus (Linie C)   |
|  |                       |
|  | Moumouvirus (Linie B) |
|  |                       |

|  | Cotonvirus          |
|  |                     |
|  | Mimivirus (Linie A) |
|  |                     |

|  | Megavirus (Linie C)   |
|  |                       |
|  | Moumouvirus (Linie B) |
|  |                       |

|  | Cotonvirus          |
|  |                     |
|  | Mimivirus (Linie A) |
|  |                     |

|  | Megavirus (Linie C)   |
|  |                       |
|  | Moumouvirus (Linie B) |
|  |                       |

|  | Cotonvirus          |
|  |                     |
|  | Mimivirus (Linie A) |
|  |                     |

|  | Megavirus (Linie C)   |
|  |                       |
|  | Moumouvirus (Linie B) |
|  |                       |

|  | Cotonvirus          |
|  |                     |
|  | Mimivirus (Linie A) |
|  |                     |

|  | Megavirus (Linie C)   |
|  |                       |
|  | Moumouvirus (Linie B) |
|  |                       |

|  | Cotonvirus          |
|  |                     |
|  | Mimivirus (Linie A) |
|  |                     |

|  | Megavirus (Linie C)   |
|  |                       |
|  | Moumouvirus (Linie B) |
|  |                       |

|  | Aliimimivirinae (Mimiviridae Gruppe II, Cafeteriaviren: CroV, „Faunusvirus sp.“, „Namao-Virus“/sNCLDV) |
|  | |
|  | Klosneuvirinae (Klosneuviren: Klosneuvirus, BsV, …)                                                    |
|  | |

|  | Cotonvirus          |
|  |                     |
|  | Mimivirus (Linie A) |
|  |                     |

|  | Megavirus (Linie C)   |
|  |                       |
|  | Moumouvirus (Linie B) |
|  |                       |

|  | Cotonvirus          |
|  |                     |
|  | Mimivirus (Linie A) |
|  |                     |

|  | Megavirus (Linie C)   |
|  |                       |
|  | Moumouvirus (Linie B) |
|  |                       |

|  | Cotonvirus          |
|  |                     |
|  | Mimivirus (Linie A) |
|  |                     |

|  | Megavirus (Linie C)   |
|  |                       |
|  | Moumouvirus (Linie B) |
|  |                       |

|  | Cotonvirus          |
|  |                     |
|  | Mimivirus (Linie A) |
|  |                     |

|  | Megavirus (Linie C)   |
|  |                       |
|  | Moumouvirus (Linie B) |
|  |                       |

|  | Cotonvirus          |
|  |                     |
|  | Mimivirus (Linie A) |
|  |                     |

|  | Megavirus (Linie C)   |
|  |                       |
|  | Moumouvirus (Linie B) |
|  |                       |

|  | Cotonvirus          |
|  |                     |
|  | Mimivirus (Linie A) |
|  |                     |

|  | Megavirus (Linie C)   |
|  |                       |
|  | Moumouvirus (Linie B) |
|  |                       |

|  | Cotonvirus          |
|  |                     |
|  | Mimivirus (Linie A) |
|  |                     |

|  | Megavirus (Linie C)   |
|  |                       |
|  | Moumouvirus (Linie B) |
|  |                       |

|  | Cotonvirus          |
|  |                     |
|  | Mimivirus (Linie A) |
|  |                     |

|  | Megavirus (Linie C)   |
|  |                       |
|  | Moumouvirus (Linie B) |
|  |                       |

Die genauen Verwandtschaftsverhältnisse sind aber möglicherweise noch in der Diskussion, nach Schulz et al. (2018) steht z. B. die Linie A (Gattung Mimivirus) basal in der Gruppe I, nicht die Tupanviren (Gattung Tupanvirus). Dies könnte ein Grund sein, Mimivirus zunächst noch keiner Unterfamilie zuzuordnen.

## Megamimivirinae(inkl.Mimivirus):MimiviridaeGruppe I
Diese Gruppe umfasst die Mimiviren im weiteren Sinn.
Das erste entdeckte Mitglied der Familie Mimiviridae, die Gattung Mimivirus mit der Art Acanthamoeba polyphaga Mimivirus (ApMV, auch APMV, offiziell Mimivirus bradfordmassiliense) wurde bereits 2003 entdeckt.
Mit der Einrichtung einer Unterfamilie Megamimivirinae folgte das ICTV Vorschlägen etwa von Schulz et al. (2018), gelegentlich wurde auch als kürzerer Name „Mimivirinae“ oder „Megavirinae“ vorgeschlagen.
Die Mitglieder der Unterfamilie, die ursprünglich auch in der Gattung Mimivirus s. l. subsumiert waren, sind:
- Gattung Mimivirus (früher: Linie A, Mimiviren im engeren Sinn) – übriggeblieben nach Abtrennung der Linien B und C in eigene Gattungen, enthält den ursprünglichen Vertreter ApMV sowie AcMV.
- Gattung Moumouvirus (früher: Linie B)
- Gattung Megavirus (früher: Linie C oder Courdo11-Gruppe)

Zu der in der Unterfamilie Megamimivirinae zusammengefassten Verwandtschaft der Gattung Mimivirus gehören auch folgende später entdeckten Vertreter (Stand Juni 2024):
- Gattung Tupanvirus[18][30][40][41][42]
- Gattung Cotonvirus
- Gattung „Satyrvirus“ (Vorschlag)[29][30]
- Gattung „Platanovirus“ (Vorschlag)[29][30]

## Aliimimivirinae:MimiviridaeGruppe II (Cafeteriaviren)
Diese Gruppe beinhaltet die vom ICTV bereits mit Einrichtung der Familie Mimiviridae bestätigte Spezies Cafeteria-roenbergensis-Virus (offiziell: Rheavirus sinusmexicani mit Gattung Rheavirus – ursprünglich Cafeteriavirus genannt).
Dies ist der bislang (Stand Ende April 2023) einzige offiziell bestätigte Vertreter dieser Unterfamilie.
Es gibt jedoch eine Reihe weitere Vorschläge für die Klade Mimiviridae Gruppe II.bzw. Unterfamilie Aliimimivirinae.
Im Februar 2013 schlugen S. Clouthier et al. für das von ihnen gefunden „Namao-Virus“ (NV), das Störe (englisch sturgeons) wie den See-Stör (Acipenser fulvescens) parasitiert, eine Gruppe vor mit der provisorischen Bezeichnung „sturgeon Nucleocytoplasmic Large DNA Virus“ (sNCLDV). NV konnte innerhalb der Mimiviridae zunächst keiner bekannten Gruppe zugeordnet werden. Phylogenetische Analysen zeigten aber, dass NV und das Cafeteria-roenbergensis-Virus (CroV) Schwestertaxa sein sollten. Die Klade mit NV wird von Schulz et al. (2020) informell als Namaoviruses ‚Namaoviren‘ bezeichnet.

## Klosneuvirinae: Klosneuviren
Eine weitere Klade der Mimiviridae sind die 2017 zunächst nur durch Metagenomik entdeckten Klosneuviren mit den Kandidatengattungen „Klosneuvirus“, „Catovirus“, „Hokovirus“ und „Indivirus“.
Das ICTV folgte einem Vorschlag, wie er von Schulz et al. (2017) und Rolland et al. (2018) vorgetragen wurde, diese in einer Unterfamilie Klosneuvirinae zusammenzufassen.
Die Gruppe umfasst auch später hinzugekommene Vertreter, insbesondere Bodo-saltans-Virus (BsV, offiziell Theiavirus salishense).
Das ICTV hat diese Art in eine eigene Gattung Theiavirus gestellt, abgetrennt von der Gattung Klosneuvirus (anders als in der Taxonomie NCBI).
Weitere Mitglieder der Klosneuviren-Unterfamilie sind die beiden Gattungen Fadolivirus und Yasminevirus Stämme dieser drei Arten aus konnten unter Zuhilfenahme geeigneter Wirtszellen kultiviert werden.
Ebenfalls in die Verwandtschaft der Klosneuviren passen zwei Contigs (LCMiAC01 und LCMiAC02) aus Metagenomanalysen des Schwarzen Rauchers „Lokis Schloss“ (englisch Loki’s Castle), Namensgeber der Archaeengruppe Lokiarchaeota.

## „gvSAG AB-566-O17“
Der von Wilson et al. (2017) beschriebene Kandidat „gvSAG AB-566-O17“ (vom NCBI als nicht näher klassifizierte Mimiviridae-Spezies mit Mimivirus AB-566-O17 bezeichnet) ist als Kandidat der Mimiviridae ein „Mimivirus-like virus“. Nach den Autoren (Fig. 2) ist dieses Virus mit ApMV (d. h. der Gattung Mimivirus) weitläufiger verwandt als CroV (der Gattung Rheavirus, früher Cafeteriavirus), aber näher als PgV-16T (Spezies Tethysvirus hollandense, Mesomimiviridae) oder AaV (Spezies Kratosvirus quantuckense, Schizomimiviridae); es ist daher keiner dieser anderen Imitervirales-Familien zuzuordnen.
Dieses Virus steht daher entweder basal in den Mimivirdae (wenn man diese Familie weit genug fasst) oder bildet ein Schwestertaxon zu diesen.

## Mimiviridaeaus Waldbodenproben
Im November 2018 berichteten Frederik Schulz et al. über die Entdeckung von 16 neuen Riesenviren per Metagenomanalyse aus Waldbodenproben. Für diese Viren wurden vorläufige Namen vergeben, die meist auf ihre Herkunft hinweisen. Zur Familie der Mimiviridae gehören darunter vorschlagsgemäß die folgenden:
- Megamimivirinae inkl. Mimivirus (Mimiviren im weiteren Sinn, Gruppe I):
„Satyrvirus sp.“ (Tupanvirus-Gruppe),[31]
- Aliimimivirinae (Cafeteriaviren, Gruppe II):
„Faunusvirus sp.“ (nicht zu verwechseln mit der offiziellen Gattung Faunusvirus der Chaseviridae),[17]
- Klosneuvirinae (Klosneuviren):
„Gaeavirus sp.“,[49] „Homavirus sp.“,[50] „Barrevirus sp.“,[51] „Dasosvirus sp.“,[52] „Edafosvirus sp.“,[53] „Terrestrivirus sp.“,[54] „Harvfovirus sp.“[55] und „Hyperionvirus sp.“.[56]

## Merkmale derMimiviridaeim Vergleich
| Virus                                  | Aminoacyl-tRNA-Synthetase             | Octocorallia-ähnliche MutS | Proteinfilamente (Länge) | Stargate | Bekannter Virophage | Cytoplasmische Virion-Fabrik | Wirt                                                   |
| -------------------------------------- | ------------------------------------- | -------------------------- | ------------------------ | -------- | ------------------- | ---------------------------- | ------------------------------------------------------ |
| Megavirus chilensis (MVc)              | 7 (Tyr, Arg, Met, Cys, Trp, Asn, Ile) | ja                         | ja (75 nm)               | ja       | nein                | ja                           | Acanthamöben (Unikonta, Amoebozoa)                     |
| Mamavirus AcMV                         | 4 (Tyr, Arg, Met, Cys)                | ja                         | ja (120 nm)              | ja       | ja                  | ja                           | Acanthamöben (Unikonta, Amoebozoa)                     |
| Mimivirus ApMV (Wildtyp M1)            | 4 (Tyr, Arg, Met, Cys)                | ja                         | ja (120 nm)              | ja       | ja                  | ja                           | Acanthamöben (Unikonta, Amoebozoa)                     |
| Mimivirus M4 (bald/fiberless Variante) | 2 (Met, Cys)                          | nein                       | nein                     | ja       | resistent           | ja                           | Acanthamöben (Unikonta, Amoebozoa)                     |
| Cafeteria-roenbergensis-Virus (CroV)   | 1 (Ile)                               | ja                         | nein                     | nein     | ja                  | ja                           | Phagotrophische Protozoen (Heterokonta, Stramenopiles) |

| Virus                                  | Genom-Größe (bp)  | Gene                              | Kapsid-Durchmesser (nm) | Genbank-Nr. |
| -------------------------------------- | ----------------- | --------------------------------- | ----------------------- | ----------- |
| Megavirus chilensis (MVC)              | 1.259.197         | 1120 Proteine (abgeleitet)        | 440                     | JN258408    |
| Mamavirus (AMV)                        | 1.191.693         | 1023 Proteine (abgeleitet)        | 390                     | JF801956    |
| Mimivirus ApMV (Wildtyp M1)            | 1.181.549         | 979 Proteine (39 nicht-codierend) | 390                     | NC_014649   |
| Mimivirus M4 (bald/fiberless Variante) | 981.813           | 756 Proteine (abgeleitet)         | 390                     | JN036606    |
| Cafeteria-roenbergensis-Virus (CroV)   | 617.453 (730 kbp) | 544 Proteine (abgeleitet)         | 300                     | NC_014637   |

## Virophagen
Es gibt Satellitenviren, die den Syntheseapparat der Mimiviridae (und vermutlich auch anderer Viren der Klasse Megaviricetes) für ihre eigene Vermehrung nutzen und Virophagen genannt werden, wenn sie ihren Helferviren (Wirtsviren) schaden.
Virophagen replizieren natürlich nicht im Virion des Wirtsvirus, weil dieses keinen Stoffwechsel hat. Stattdessen nutzen sie den durch das Wirtsvirus umgestalteten Proteinsyntheseapparat der Wirtszelle (das Viroplasma) und sind von den Replikationsenzymen des Wirtsvirus abhängig.
Die Virophagen der Riesenviren sind im Vergleich zu Satellitenviren anderer Helferviren ebenfalls vergleichsweise riesig und haben auch ein komplexeres Genom.
- Der zuerst entdeckte Fall dieser Art ist das Sputnikvirus (offiziell Mimivirus-dependent virus Sputnik), als dessen Wirtsvirus das Mimivirus ApMV dienen kann.
- Ein weiterer Virophage namens Zamilon (offiziell Mimivirus-dependent virus Zamilon) befällt nur die Megamimivirinae-Linien B und C (d. h. die Gattungen Moumouvirus respektive Megavirus), während der Virophage Sputnik 3 diese und auch Linie A (Gattung Mimivirus) befällt, darunter das Mamavirus getauften Mimivirus.[38] Inzwischen ist bekannt, dass die Linien B und C von Zamilon befallen werden, die Linie A jedoch eine MIMIVIRE (englisch mimivirus virophage resistance element) genannte Resistenz gegen Zamilon, nicht aber gegen Sputnik 3, aufweisen. MIMIVIRE funktioniert ähnlich wie das CRISPR/Cas-System.[67][68]

## Etymologie
Der Name der Familie Mimiviridae leitet sich ab vom Gattungsnamen Mimivirus des zuerst gefundenen Vertreters (ApMV, Acanthamoeba polyphaga mimivirus), dieser ist eine Zusammenziehung aus englisch mimicking microbe ‚eine Mikrobe nachahmend‘, da man diese Viren zunächst für Bakterien (Kokken) gehalten hatte. Angehängt ist der Suffix für Virenfamilien, ‚-viridae‘. 
Der Name der Unterfamilie Megamimivirinae leitet sich ab von der Familie Mimiviridae, zu der sie gehört, und der enthaltenen Gattung Megavirus, was auch ein Hinweis auf die Größe dieser Viren ist. Angehängt ist wie bei den anderen Unterfamilien der Suffix für Virenunterfamilien, ‚-virinae‘.
Der Name der Unterfamilie Klosneuvirinae leitet sich ab von Klosterneuburg bei Wein, wo der erste Vertreter, die (mit Stand 1. Mai 2023) noch nicht vom ICTV bestätigte Spezies „Klosneuvirus KNV1“ gefunden wurde.
Der Namen der Unterfamilie Aliimimivirinae leitet sich ab von lateinisch alii- ‚anders-‘, was darauf hinweist, dass diese Viren einen Zweig der Mimiviridae bilden, der zu den näheren Verwandten der namensgebenden Gattung Mimivirus noch hinzukommt, was der basalen Position im phylogenetischen Baum der Mimiviridae geschuldet sein mag.